# Шампань-Виньи
Шампа́нь-Виньи́ (фр. Champagne-Vigny) — коммуна во Франции, находится в регионе Пуату — Шаранта. Департамент — Шаранта. Входит в состав кантона Бланзак-Поршрес. Округ коммуны — Ангулем.
Код INSEE коммуны — 16075.
Коммуна расположена приблизительно в 420 км к юго-западу от Парижа, в 125 км южнее Пуатье, в 19 км к юго-западу от Ангулема.

## История
Коммуна была создана в 1793 году под названием Шампань. В 1956 году название коммуны было изменено на Шампань-де-Бланзак (фр. Champagne-de-Blanzac), а в 1983 году — на Шампань-Виньи.

## Население
Население коммуны на 2008 год составляло 201 человек.
| 1962 | 1968 | 1975 | 1982 | 1990 | 1999 | 2008 |
| ---- | ---- | ---- | ---- | ---- | ---- | ---- |
| 195  | 197  | 179  | 199  | 193  | 184  | 201  |

## Экономика
В 2007 году среди 146 человек в трудоспособном возрасте (15—64 лет) 103 были экономически активными, 43 — неактивными (показатель активности — 70,5 %, в 1999 году было 78,0 %). Из 103 активных работали 96 человек (54 мужчины и 42 женщины), безработных было 7 (2 мужчины и 5 женщин). Среди 43 неактивных 12 человек были учениками или студентами, 11 — пенсионерами, 20 были неактивными по другим причинам.

## Достопримечательности
- Церковь Сен-Кристоф (XII век). Памятник истории с 1990 года[3]
- Усадьба Мен-Жиро (XVI век). Памятник истории с 1967 года[4]

## Города-побратимы
- Матри (англ., Уэльс, с 1988)
- Централ-Сити (США, с 1992)

## Фотогалерея

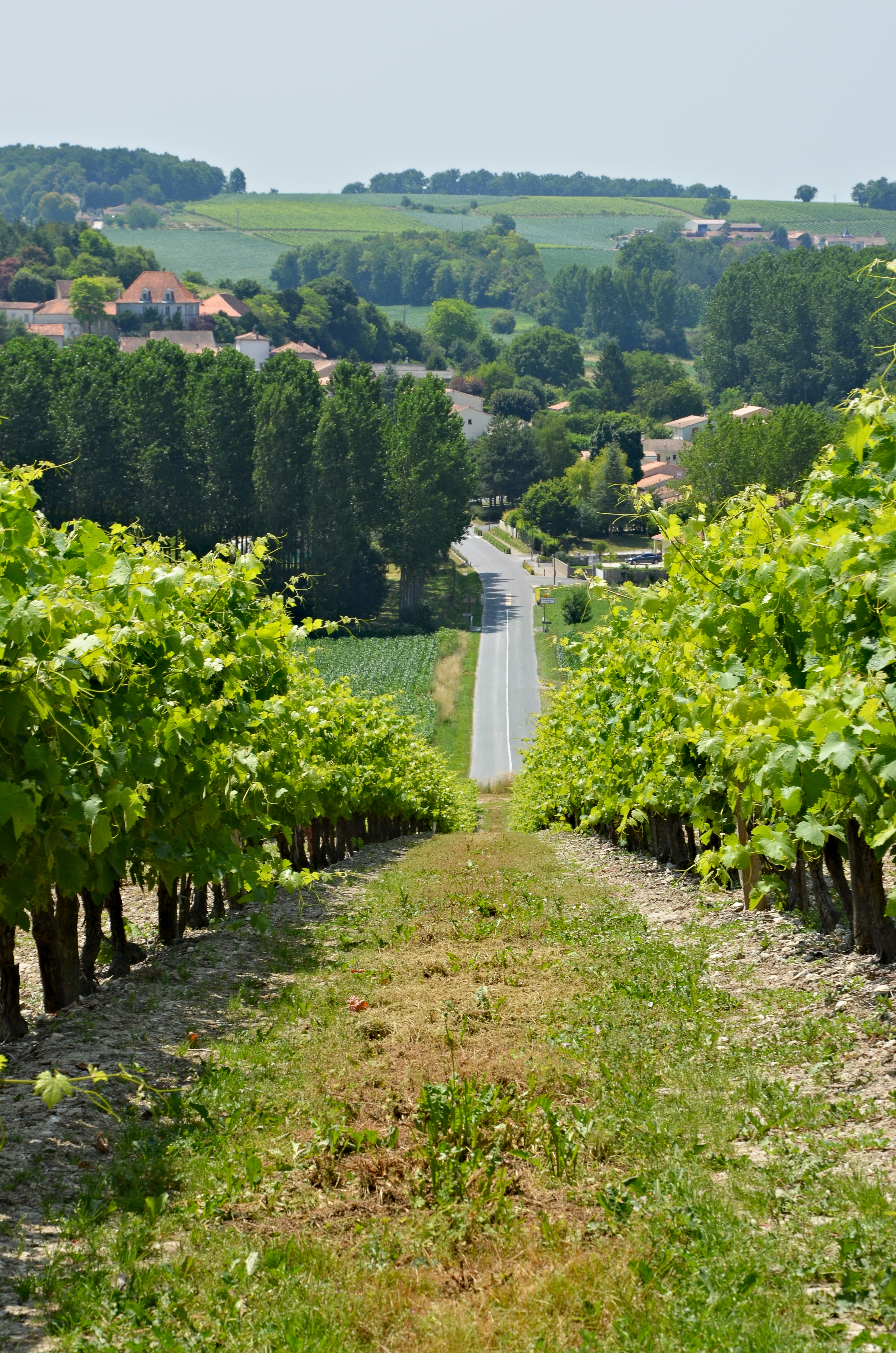
Шампань-Виньи
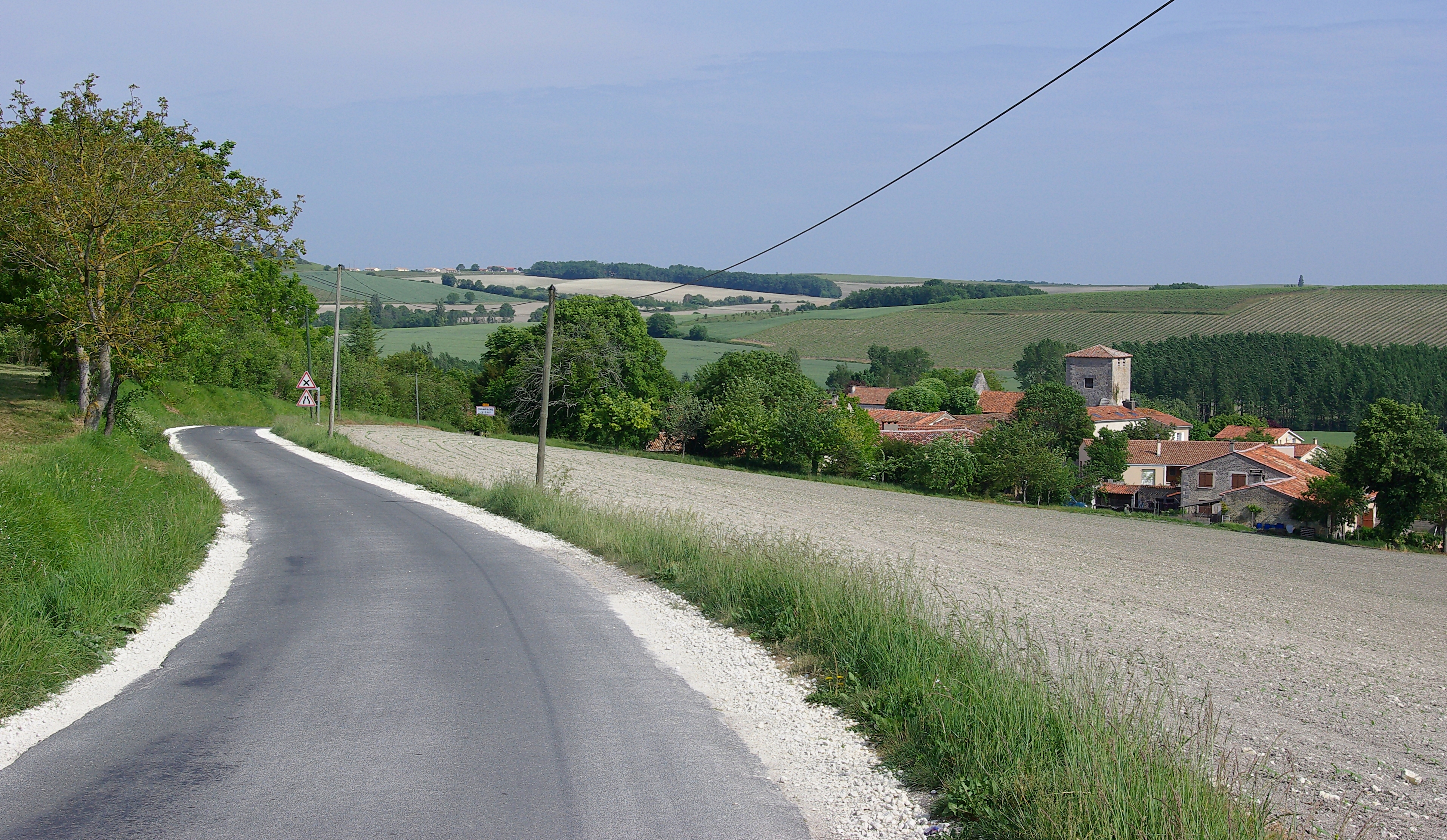
Шампань-Виньи
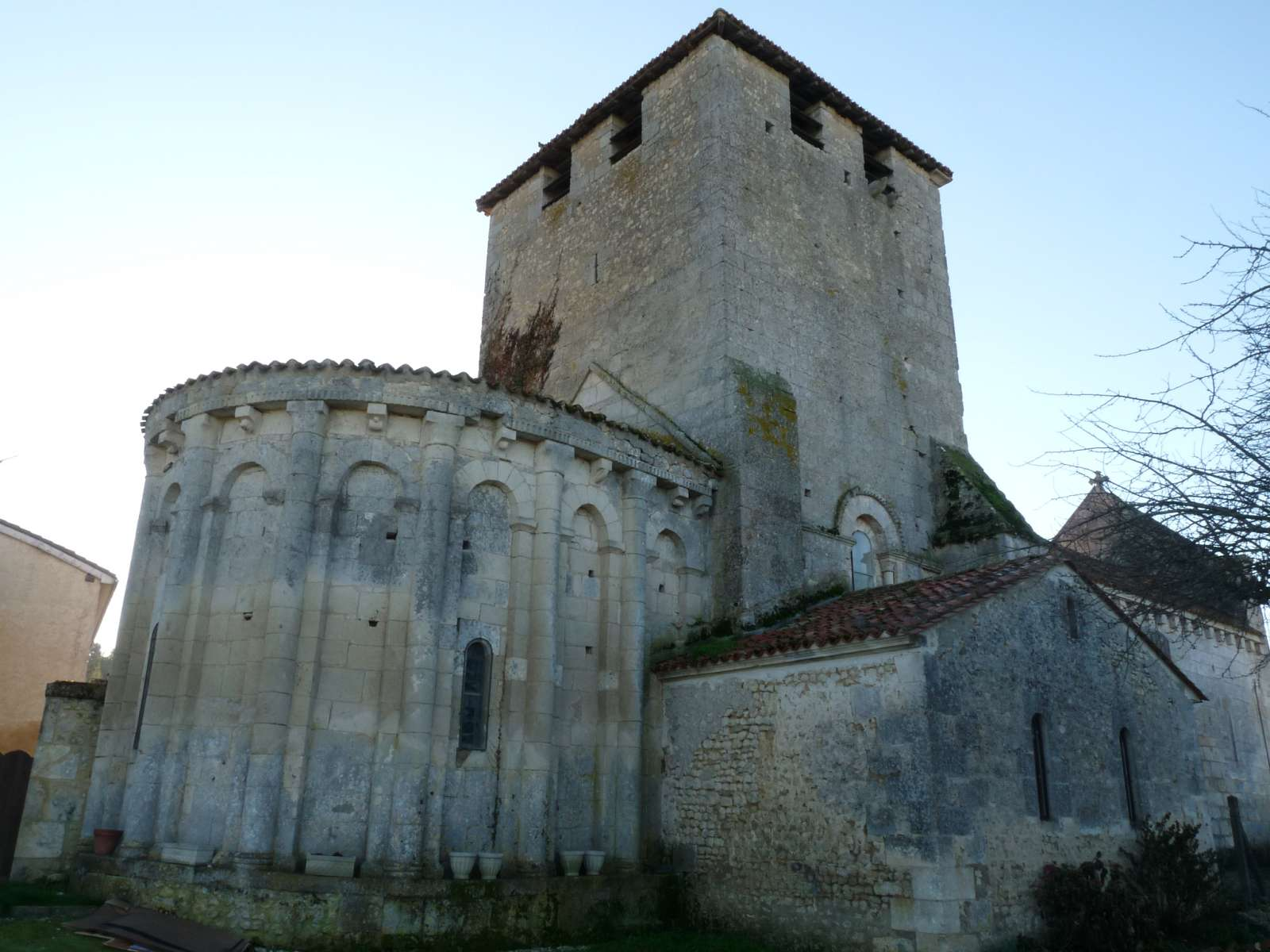
Церковь Сен-Кристоф
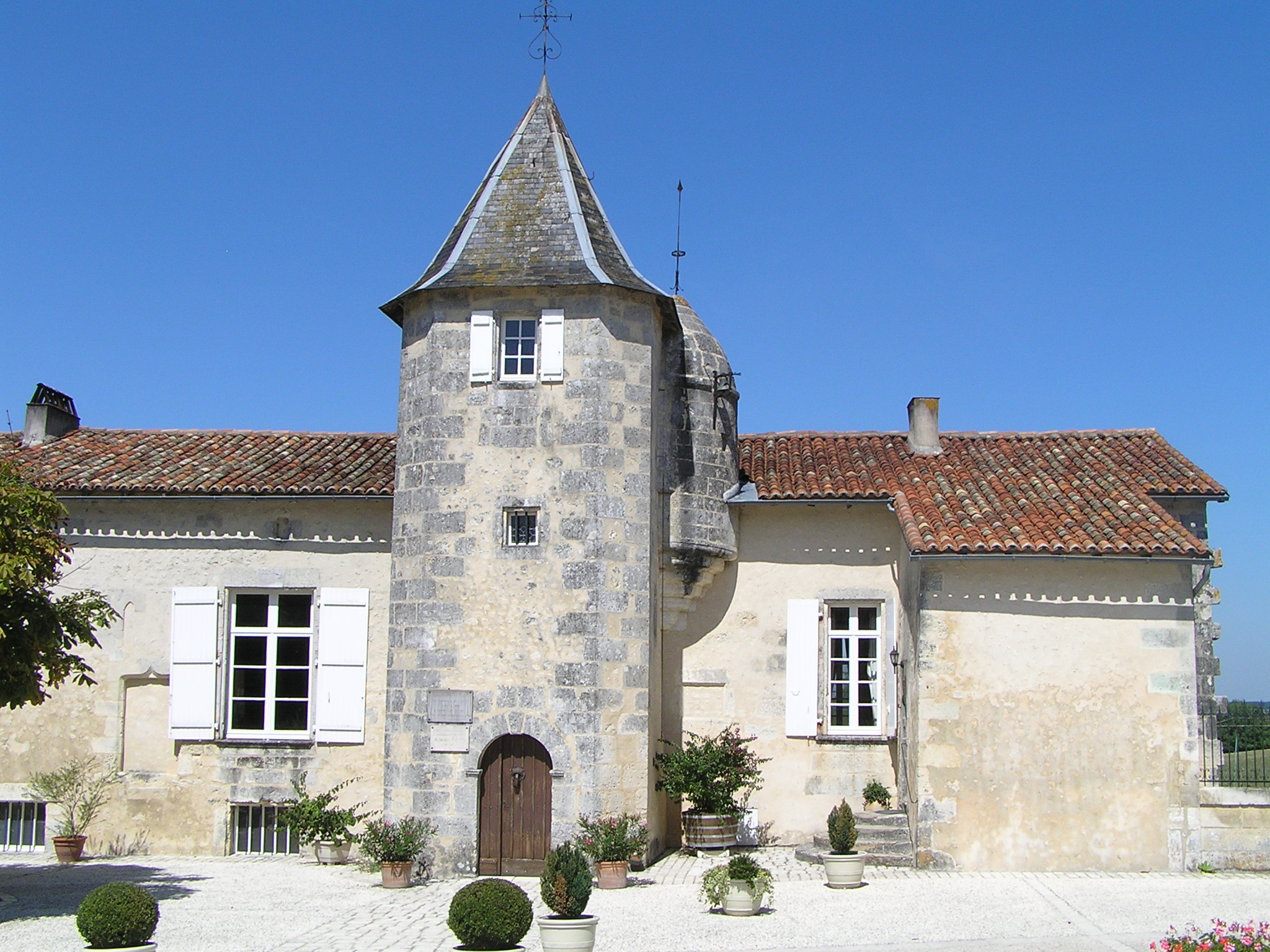
Усадьба Мен-Жиро